# Auguste de Pinelli
Pour les articles homonymes, voir Pinelli.
Jean Paul Innocent Auguste de Pinelli, né le 29 juillet 1823 à Genève et mort le 23 avril 1893 à Sèvres, est un peintre académique du XIXe siècle.

## Biographie
Issus d'un milieu aisé, il est le fils du vicomte Alexandre Paul de Pinelli, né le 6 février 1795 à Gênes (royaume de Sardaigne), et de Lydia de Forbin. Son père est propriétaire du château d'Émeringes dans le Beaujolais. Il est également le petit fils d'Auguste de Forbin, peintre et directeur du Louvre. À la suite du remariage de sa mère en 1843, il devient le beau fils de Claudius Jacquand, qui est également un de ses maîtres en peinture.
Auguste de Pinelli étudia à l'école des beaux-arts de Paris, il est l'élève de Paul Delaroche. En 1842, il se déclare également élève de Delacroix. À cette époque, il habite 10 rue des Petits Augustins à Paris.
Peintre académique, il expose aux salons de Paris de 1844 à 1878, et y reçoit une mention honorable en 1863. 
Il expose au Salon de Rouen en 1856 et 1858. 
Il se spécialise dans la réalisation de portraits et de peintures historiques. Il réalise également des peintures de style troubadour.

## Œuvres
Liste non exhaustive de ses œuvres : 
- Le Turc, huile sur bois, conservée au Musée Salies de Bagnères-de-Bigorre[8]
- Palestrina et ses élèves, huile sur toile, conservée au Musée des beaux-arts de Chambéry[9].
- Henry VIII et Catherine d'Aragon, exposé au salon de Paris de 1864, conservé au musée Mandet de Riom[7].
- La rencontre du confesseur : golfe de Naples, huile sur toile, exposée au salon de Paris en 1869, actuellement conservée au musée d'Orsay, Paris[10].
- Rouget de Lisle composant le chant de la Marseillaise, 1875. Lieu de Conservation : musée de la Révolution française[11].

Œuvres d'Auguste de Pinelli
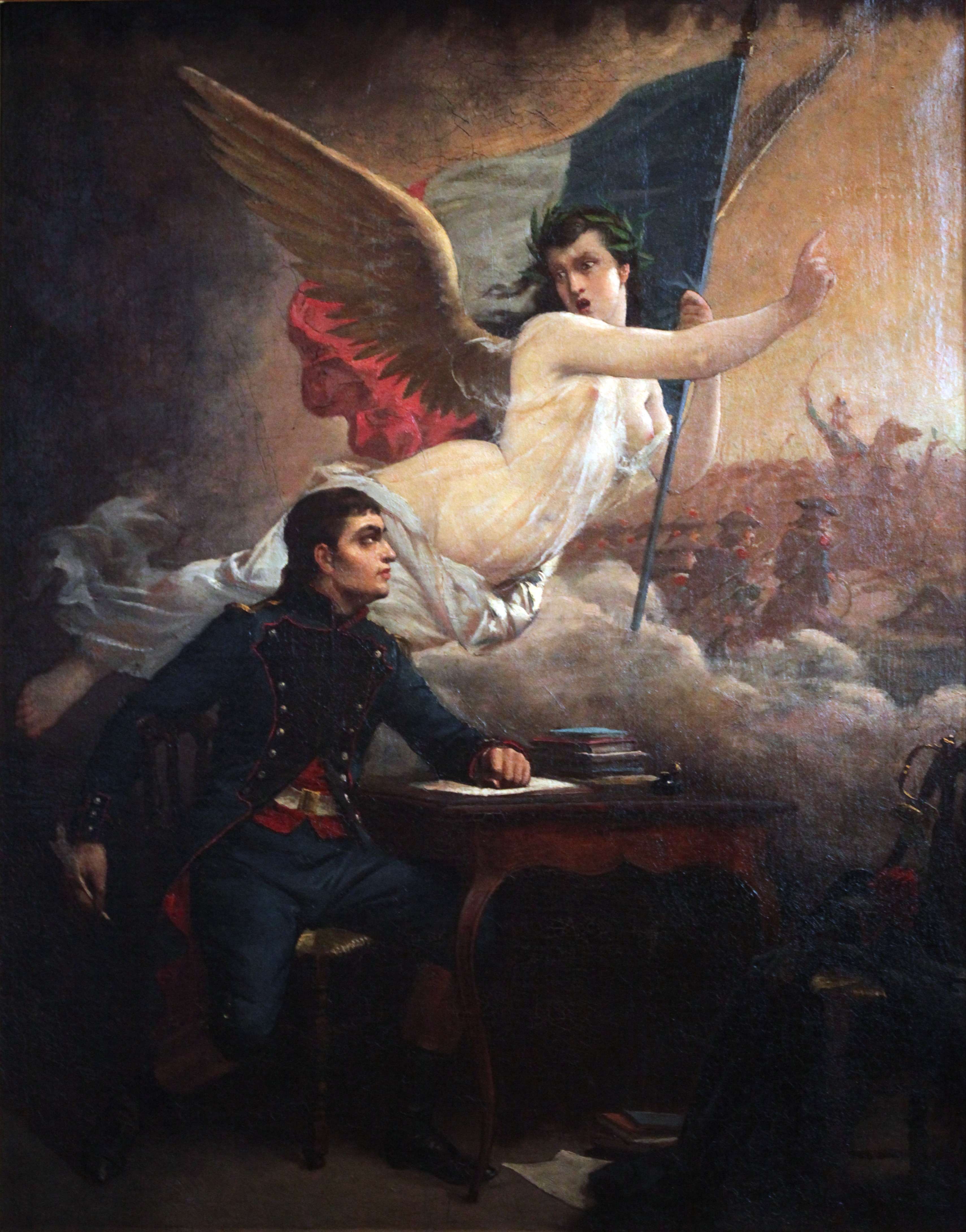
Rouget de Lisle composant la Marseillaise, musée de la Révolution française.
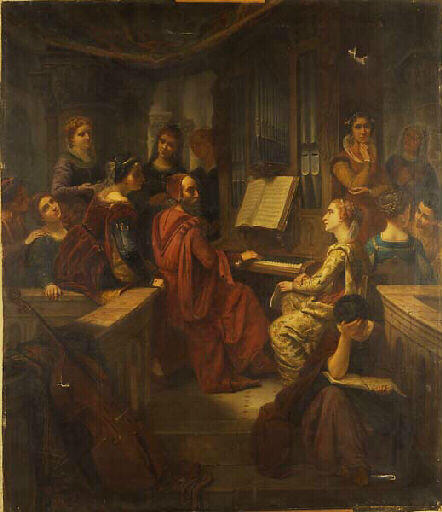
Palestrina et ses élèves, Musée des beaux-arts de Chambéry.
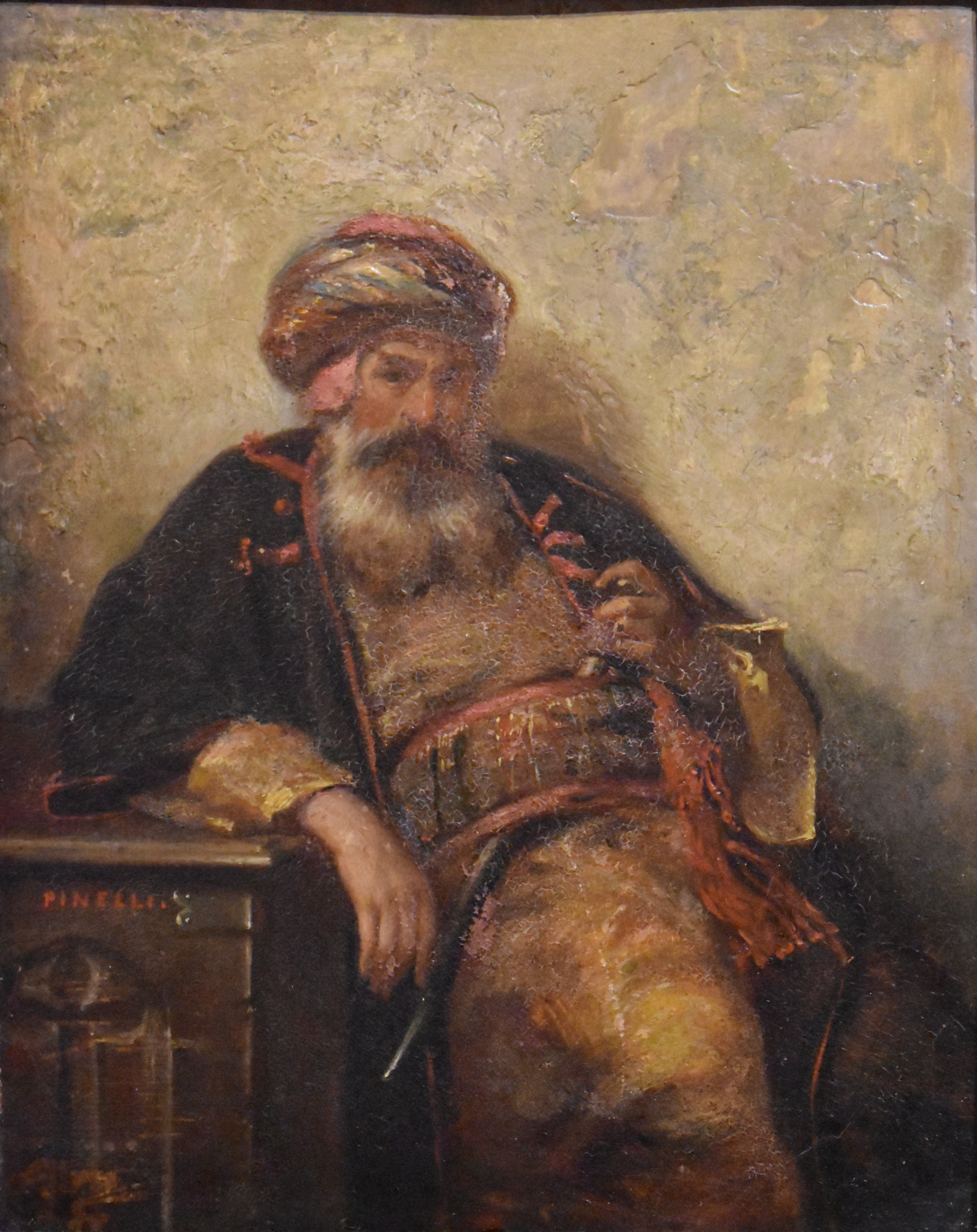
Le Turc, Musée Salies.